# Rajshahi
Rajshahi er en by i det nordvestlige Bangladesh, med et indbyggertal (pr. 2007) på cirka 727.000. Byen er hovedstad i et distrikt af samme navn, og ligger ved grænsen til nabolandet Indien.
Som det er tilfældet i størstedelen af Bangladesh, er hovedparten af befolkningen i Rajshahi muslimer.